# Ophavsret
Ophavsret er en form for intellektuel ejendom, der giver sin ejer eneretten til at kopiere, distribuere, tilpasse, vise og udføre et kreativt værk, som regel i en begrænset periode. Ophavsretten sikrer kunstnere et vederlag ved brug af bøger og musikværker med videre, men sikrer også at samfundet kan få adgang til offentliggjorte værker på bestemte vilkår. Værksbegrebet er centralt i ophavsretten og præciserer, at skabelse har værkshøjde, og er i ophavsretlig forstand et værk, når det er resultat af en egen selvstændig kreativ proces. Det såkaldte dobbeltfrembringelseskrav, hvorved man ser på, om to personer, uafhængigt af og uden kendskab til hinanden, måtte frembringe det samme værk, kan være et afgørende moment i forhold til værkshøjdebedømmelsen. På engelsk bruges ordet "Copyright." Lovene omkring ophavsret er forskellige fra land til land.
Ophavsret Gælder over nye kunstneriske og litterære værker. Hvor imod Patent gælder over nye videnskabelige og teknologiske værker.

## Værksbegrebet
Værksbegrebet er defineret forskelligt af forskellige juridiske forfattere og i forskellige lande, men der er nogenlunde enighed om, at der gælder et krav om originalitet, for at en frembringelse kan have værkshøjde. Der skal altså være tale om:
- at ophavsmanden skal frembringe værket ved egen skabende indsats, og
- at værket er udtryk for originalitet

Der er hverken kvalitative eller kvantitative krav, og ophavsretten beskytter således også værker, som ikke subjektivt set har kunstnerisk værdi. At der er investeret meget arbejde eller mange penge i en frembringelse, medfører ikke i sig selv værkshøjde efter dansk ret. Faktuelle oplysninger og rene ideer anses derfor ikke for at have værkshøjde, men derimod kan en konkret beskrivelse/fortolkning af oplysninger eller ideer være beskyttet.
Ophavsretten i Danmark (og de øvrige nordiske lande) beskytter fotografier, men skelner mellem "fotografiske værker" (som opfylder kravet om værkshøjde), og "fotografiske billeder". Fotografier som ikke opfylder kravet, er omfattet af de såkaldte nærtstående rettigheder (Ophavsretsloven § 70); de er beskyttet i 50 år efter fremstilingen, og rettighederne tilfalder fotografen. Hvis de er fremstillet før 1970, er de ikke længere beskyttet (men kun hvis de ikke samtidig er fotografiske værker).
Det er vigtigt at holde sig for øje at ophavsretten er forskellig fra land til land. Man kan altså ikke slutte fra retsregler og afgørelser i andre lande, f.eks. Storbritannien og USA, til retstilstanden i Danmark.
Et spørgsmål er om optagelser foretaget med overvågningskameraer og kamerafælder kan anses for at have tilstrækkelig værkshøjde.
Det har været diskuteret i Storbritannien i forbindelse med overvågningsoptagelser af prinsesse Diana før hendes død.
Et andet spørgsmål er om "værker" skabt af dyr kan have ophavsret, hvis et menneske har mere eller mindre medvirket.
Det er også diskuteret om fotografier af flade, to-dimensionelle billeder er uden ophavsret, når det oprindelige billede er uden ophavsret, eller om der tilfalder fotografen en ophavsret til fotoet.
I USA er situationen forholdsvis klar da USA's højesteret har taget stilling til problematikken i den såkaldte Bridgeman-sag, hvor retten afgjorde at en sådan reproduktion ikke har værkshøjde ("not original").
I Danmark vil sådanne fotografier nok ikke have værkshøjde i henhold til Ophavsretsloven § 1. Derimod kan sådanne fotografier være beskyttet via Ophavsretsloven § 70 som beskytter fotografiske billeder uanset værkshøjde.
Dog har det været anført at der ved reproduktionsteknisk fotografering er usikkerhed om at der er tale om et "billede".
Efter Berner-konventionen omfatter værksbegrebet: "i det Hele taget enhver Frembringelse paa det litterære, videnskabelige og kunstneriske Omraade, der kan offentliggøres, uanset ved hvilken Tryknings- eller Gengivelsesmaade dette sker".
Dette omfatter ifølge konventionen blandt andet:
- bøger, brochurer og alle andre skrifter;
- dramatiske eller dramatisk-musikalske værker, musikalske kompositioner med eller uden ord;
- tegninger, malerier, billedhuggerarbejder, gravurer; litografier, illustrationer, geografiske kort; plantetegninger, skitser og plastiske arbejder, vedrørende geografi, topografi, arkitektur eller videnskab i almindelighed;

## Copyright
På engelsk hedder ophavsret copyright, ofte illustreret med ©-symbolet. Copyright-begrebet er dog amerikansk og er ikke specielt betegnende for kontinentaleuropæisk ophavsret, der har andre traditioner, som bygger på tysk, fransk og nordisk ret, og i videre omfang er en ret for værkets skaber. Derfor bruges også på dansk ordet ophavsret. Det amerikanske begreb har fået grupper inden for open source og free software til at opfinde det næsten modsatte begreb: copyleft, der bl.a. bruges på Wikipedia.
Ved copyleft bevarer ophavsmændene deres ophavsret, men giver tillige visse rettigheder til brug, ændring og distribution videre til enhver ihændehaver af værket, mod at disses afledte værker skal underkastes samme betingelser, hvis de videregives.

## Ophavsret i Danmark
Den danske lov om ophavsret har undergået mange ændringer de senere år på grund af samfundsudviklingen og især på grund af internationale forpligtelser, herunder Danmarks medlemskab af EU. Ophavsretten er i dag i vidt omfang reguleret ved internationale konventioner. Ophavsretsloven blev grundlæggende revideret i 1995, men er også siden da ændret en del, senest i december 2009. Loven indledes på følgende måde:
Beskyttede værker:
§ 1. Den, som frembringer et litterært eller kunstnerisk værk, har ophavsret til værket, hvad enten dette fremtræder som en i skrift eller tale udtrykt skønlitterær eller faglitterær fremstilling, som musikværk eller sceneværk, som filmværk eller fotografisk værk, som værk af billedkunst, bygningskunst eller brugskunst, eller det er kommet til udtryk på anden måde.
Stk. 2. Kort samt tegninger og andre i grafisk eller plastisk form udførte værker af beskrivende art henregnes til litterære værker.
Stk. 3. Værker i form af edb-programmer henregnes til litterære værker.
Ophavsretsloven indeholder ud over en beskyttelse af litterære og kunstneriske værker også en beskyttelse af de såkaldte nærtstående rettigheder, som er ophavsretslignende rettigheder, der tillægges udøvende kunstnere og forskellige typer af producenter. De centrale ophavsretlige beføjelser, som tillægges rettighedshaverne, er retten til eksemplarfremstilling og tilgængeliggørelse for almenheden (fx offentlig fremførelse).

### Beskyttelsestid
Ophavsrettens gyldighedstid – normalt omtalt som beskyttelsestiden – er den tid, et værk er beskyttet. Den er beskrevet i lovens §63:
Ophavsretten til et værk varer, indtil 70 år er forløbet efter ophavsmandens dødsår eller for de i § 6 omhandlede værker efter længstlevendes dødsår.
Beskyttelsestiden for værker er således 70 hele år regnet fra udgangen af ophavsmandens dødsår. Hvis der er flere ophavsmænd, gælder den længstlevendes dødsår. Når beskyttelsestiden er udløbet, kan værket frit udnyttes, idet alle økonomiske rettigheder ophører.
Værket er dog ikke helt ubeskyttet, idet visse moralske rettigheder fortsætter efter beskyttelsestidens udløb.
Fordi beskyttelsestiden blev øget i 1995 fra 50 til 70 år med tilbagevirkende kraft, er der en særlig situation for værker af ophavsmænd, der er døde i perioden fra 1. januar 1925 til 31. december 1944. Rettighederne til disse blev "genoplivet" i 1995.
Ophavsretsloven indeholder også bestemmelser om de såkaldte "nærtstående rettigheder" eller "naborettigheder". Her er beskyttelsestiden væsentlig kortere om regnes fra fremstillingstidspunktet. Det drejer sig om en "udøvende kunstners fremførelse af et litterært eller kunstnerisk værk" (§65). Beskyttelsen varer 50 år er forløbet efter udgangen af det år, da fremførelsen fandt sted. Det drejer sig desuden om "lydoptagelser", f.eks. indspilninger af musik (§ 66), "billedoptagelser", f.eks. optagelser til film, video og fjernsyn (§ 67), og "fotografiske billeder" (§ 70). Beskyttelsestiden for lyd- og billedoptagelser og optagelser af fremførelser forlænges hvis de ikke offentliggøres med det, men kun hvis det sker inden for de 50 år.
For at et værk ikke længere er beskyttet, skal den længst levende ophavsmand til værket aktuelt (2025) have afgået ved døden før den 1. januar 1955.

### Bearbejdelse
Den der oversætter eller på anden måde bearbejder et værk, har ophavsret til værket i den bearbejdede form, jf. ophavsretslovens § 4. Der kan dog ikke rådes over værket på en måde, som strider mod ophavsretten til originalværket. Det vil eksempelvis sige, at oversætteren af en roman ikke må fremstille eksemplarer af den oversatte roman eller stille den rådighed for almenheden ved fx salg uden samtykke fra forfatteren til den originale roman.
Er beskyttelsestiden for originalværket udløbet, kan en oversætter dog frit udnytte sin oversættelse.

### Citatretten
I henhold til den danske ophavsretslovs § 22 er det tilladt at citere fra et offentliggjort værk, såfremt det sker i overensstemmelse med god skik og i det omfang, som betinges af formålet. Tilsvarende bestemmelser gælder i andre lande.
Der findes ingen matematiske grænser for, hvor meget man må citere af andres værker. Der gælder således ingen regel om, at det er tilladt at citere fx 1/20 af en bog på 200 sider eller ¼ side af en avisartikel. Hver enkelt citatsituation skal bedømmes konkret, og i denne bedømmelse skal indgå både citatets omfang i forhold til det oprindelige værk og omfanget i forhold til den nye sammenhæng, som det bringes i. Værker af billedkunst må som udgangspunkt ikke citeres.
Citatretten medfører dog på ingen måde, at et værk kan gengives i sin helhed, da ophavsretslovens § 2 giver eneret til fremstilling af eksemplarer. Yderligere indskrænkes citatretten af ophavsretslovens § 3, stk. 2, der medfører, at et værk hverken må ændres eller gøres tilgængeligt i en form eller sammenhæng der er krænkende for ophavsmanden.
Fotografier af ophavsretligt beskyttede værker
For den slags fotografier gælder et dobbelt sæt rettigheder: 2) Ophavsmandens rettigheder til værket, herunder retten til at tillade reproduktion. Og 2) fotografens rettigheder til det fotografiske billede. Retten til gengivelse af værket tilhører stadig ophavsmanden, selvom værket er solgt eller på anden måde overdraget, ikke ejeren. Et museum kan således tillade at en fotograf får adgang til at fotografere, men kan ikke give tilladelse til noget der er omfattet af ophavsretten, f.eks. produktion og salg af reproduktioner.

### Fotografier af skulpturer
Ophavsretten gælder også for kunstværker, der findes på frit tilgængelige steder.
Således kan man i Danmark ikke frit afbilde et kunstværk, hvis afbildningen har kunstværket som hovedmotiv, og afbildningen udnyttes kommercielt.
Dette er beskrevet i § 24 stk. 2.
Det vil sige, at man fx ikke kan tage et fotografi af en skulptur og frit sælge fotografiet, medmindre ophavsretten til skulpturen er udløbet:
§24 Kunstværker, der indgår i en samling, eller som udstilles eller udbydes til salg, må gengives i kataloger over samlingen. Sådanne kunstværker må endvidere gengives i meddelelser om udstilling eller salg, herunder i form af overføring til almenheden.
Stk. 2. Kunstværker må afbildes, når de er varigt anbragt på eller ved en for almenheden tilgængelig plads eller vej. Bestemmelsen i 1. pkt. finder ikke anvendelse, såfremt kunstværket er hovedmotivet og gengivelsen udnyttes erhvervsmæssigt.

#### Den lille havfrue
Det nok mest kendte eksempel på anvendelse af paragraffen, er af arvingerne til billedhuggeren Edvard Eriksen, der har sikret sig et vederlag ved at bruge § 24 stk. 2 mod aviser, der har bragt billeder af hans berømte skulptur Den lille Havfrue.
Selskabet har i flere tilfælde fremført krav i størrelsesordnen 10.000 kroner til medier, der har anvendt billeder, hvor statuen er hovedmotivet.
David Trads, der har været chefredaktør på et medie, der har modtaget et krav, har betegnet varetagelsen af ophavsretten som absurd: "Det er absurd, at nogle dovne arvinger skal score kassen på en lille statue, der sidder ude i havet". Den 1. januar 2030 ophører ophavsrettens beskyttelsestid til statuen, da Edvard Eriksen til den tid har været død i 70 hele år.

### Sanktioner
Krænkelser af ophavsrettigheder kan forfølges af rettighedshaveren med civile sanktioner eller med straf.
Rettighedshaveren kan ved en krænkelse anlægge en civil retssag og i denne kræve:
- Et rimeligt vederlag, svarende til det man normalt skulle have betalt for udnyttelsen.
- Erstatning for yderligere skade, hvilket kræver, at der kan påvises et tab. Dette tab kan også omfatte udgifter til efterforskning af sagen. Tabet ansættes ofte skønsmæssigt, og der kan i den forbindelse tages hensyn til krænkerens vinding.
- Godtgørelse for ikkeøkonomisk skade, typisk i form af ærekrænkelse eller lignende. Det kan for eksempel blive aktuelt, hvis der spredes dårlige kopier.
- Tilbagekaldelse, tilintetgørelse og/eller udlevering til rettighedshaveren af krænkende varer og produkter.
- Offentliggørelse af den dom, hvor krænkeren dømmes.

En rettighedshaver kan, hvis han kan sandsynliggøre, at der foregår en krænkelse, få fogedretten til at foretage en bevissikringsundersøgelse hos en formodet krænker.
Alle ophavsretlige krænkelser er desuden belagt med straf. Der er forskellige strafferammer afhængig af krænkelsens grovhed. Udgangspunktet er bøde, men straffen kan stige til fængsel i 1½ år. I særligt grove tilfælde er krænkelsen omfattet af straffelovens § 299b, som kan give fængsel i op til 6 år (svarende til groft tyveri). Hovedreglen er, at straffesager om ophavsret er undergivet privat påtale, således at det er rettighedshaveren selv, der skal stå for straffesagen. Det gælder dog ikke de grove krænkelser.
De civil- og strafferetlige sanktioner kan kombineres, og der kan således pålægges både straf og vederlag/erstatning, eventuelt under samme sag. Når straf anvendes (hvilket sker relativt sjældent), er det ofte i kombination med en økonomisk sanktion.

## EU og ophavsret
I dag er ophavsretten i en vist omfang harmoniseret af flere EU direktiver. I de senere år, har EU lovgiveren haft fokus på moderniseringen af ophavsretten med henblik på at indfri "det digitale indre marked". Et lovforslag af Europa-Kommissionen til et direktiv om ophavsret på det digitale indre marked (implementeringsfrist 07.06.2021) blev meget debatteret i Europa.

### Ophavsret og anden immaterialret
- Copyleft
- Copyright-mærket
- Droit moral
- Open access
- Creative Commons Navngivelse/Del på samme vilkår
- Panoramafrihed - indskrænkning i ophavsretten, der gør det muligt at afbilde og fotografere bygninger og kunstværker i det offentlige rum
- DOSS (Dansk Open Source Selskab)

### De ophavsretlige forvaltningsorganisationer
- Copydan
- Gramex
- KODA
- Nordisk Copyright Bureau
- RettighedsAlliancen (Foreningen af Danske Videogramdistributører)